# Satna

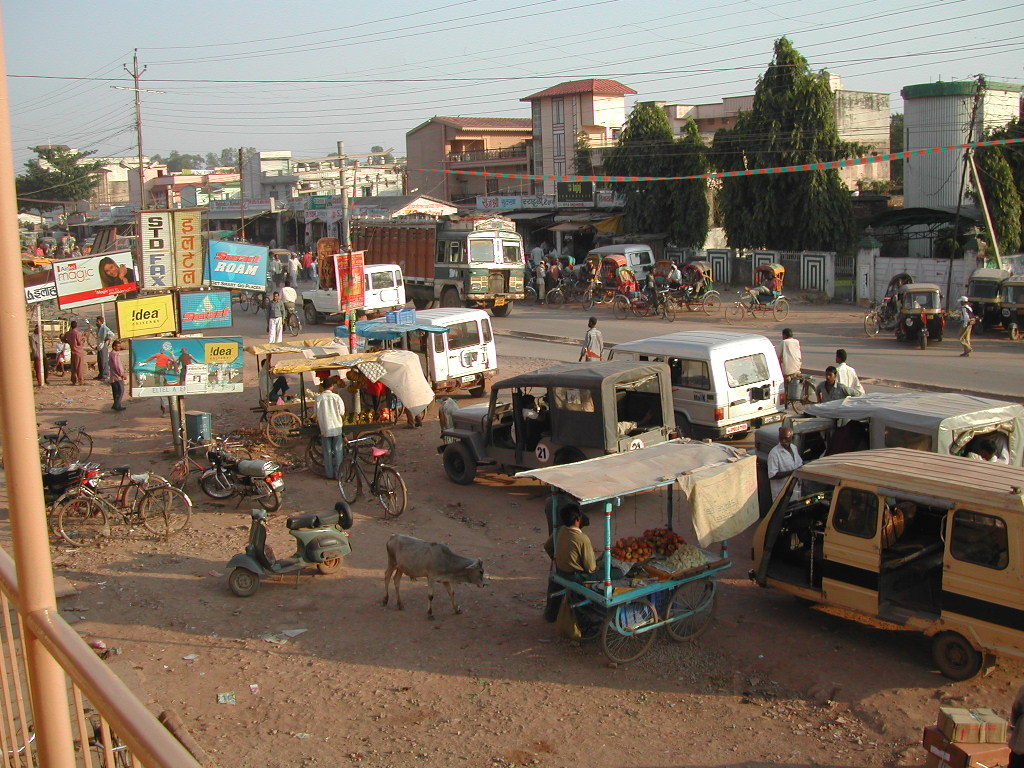
Bazar w Satnie

Satna (hindi सतना) – miasto w środkowych Indiach, w stanie Madhya Pradesh, na wyżynie Dekan, nad rzeką Tons. W 2001 r. miasto to zamieszkiwało 225 468 osób.
W mieście rozwinęło się rzemiosło tkackie, a także przemysł odzieżowy, spożywczy oraz cementowy.